# Kim Gu
Kim Gu (tiếng Hàn: 김구; Hanja: 金九; Hán-Việt: Kim Cửu, sinh ngày 11 tháng 7 năm 1876 –  26 tháng 6 năm 1949), là tổng thống thứ 6 và là tổng thống cuối cùng của Chính phủ Lâm thời Đại Hàn Dân Quốc, là một nhà chính trị, nhà giáo dục, lãnh đạo của phong trào độc lập Triều Tiên chống lại sự chiếm đóng của Nhật Bản đối với Triều Tiên tồn tại từ năm 1910 đến năm 1945, và là nhà hoạt động thống nhất đấu tranh cho thống nhất Triều Tiên từ khi đất nước này chia cắt năm 1945.
Là hậu duệ của Kim Tự Điểm, một trong những nhân vật nổi tiếng thời Joseon, người từng cùng với Phế Quý nhân Triệu thị làm dậy sóng hoàng cung Triều Tiên Nhân Tổ. Ông cũng có hiệu là Baekbeom (tiếng Hàn: 백범; Hanja: 白凡; Hán-Việt: Bách Phàm), ông được xem là một trong những nhân vật vĩ đại nhất trong lịch sử Triều Tiên.

## Thời trẻ
Kim Gu sinh ngày 11 tháng 7 năm 1876 ở Teot-gol (텃골), Baek Un Bang (백운방), Haeju (해주; 海州), tỉnh Hwanghae Nam, Triều Tiên, là con trai duy nhất của người nông dân nghèo Kim Soon Young (김순영) và vợ là Kwak Nack Won (곽낙원). Tên lúc sinh của ông là Kim Changahm (김창암; 金昌巖). Khi ông lên 9 tuổi, ông bắt đầu học chữ Hán cổ như Tư Trị Thông Giám (자치통감; 資治通鑒),  và Đại Học (대학; 大學) tại các seodang địa phương.
Lúc lên 16 tuổi, Kim đã tham dự Gwageo (thi cử triều đình) của nhà Triều Tiên nhưng đã thi rớt. Sau đó, ông đã gia nhập phong trào Đông Học (Donghak (동학; 東學) năm 1893 và đổi tên thành Kim Chang Soo (김창수; 金昌洙).

## Sách
- 《Baikbum Ijji》(백범일지; 白凡日志, 1947)
- 《DowaeSilki》(도왜실기; 屠倭實記, 1932)